# 埃默克羅伊茨峰

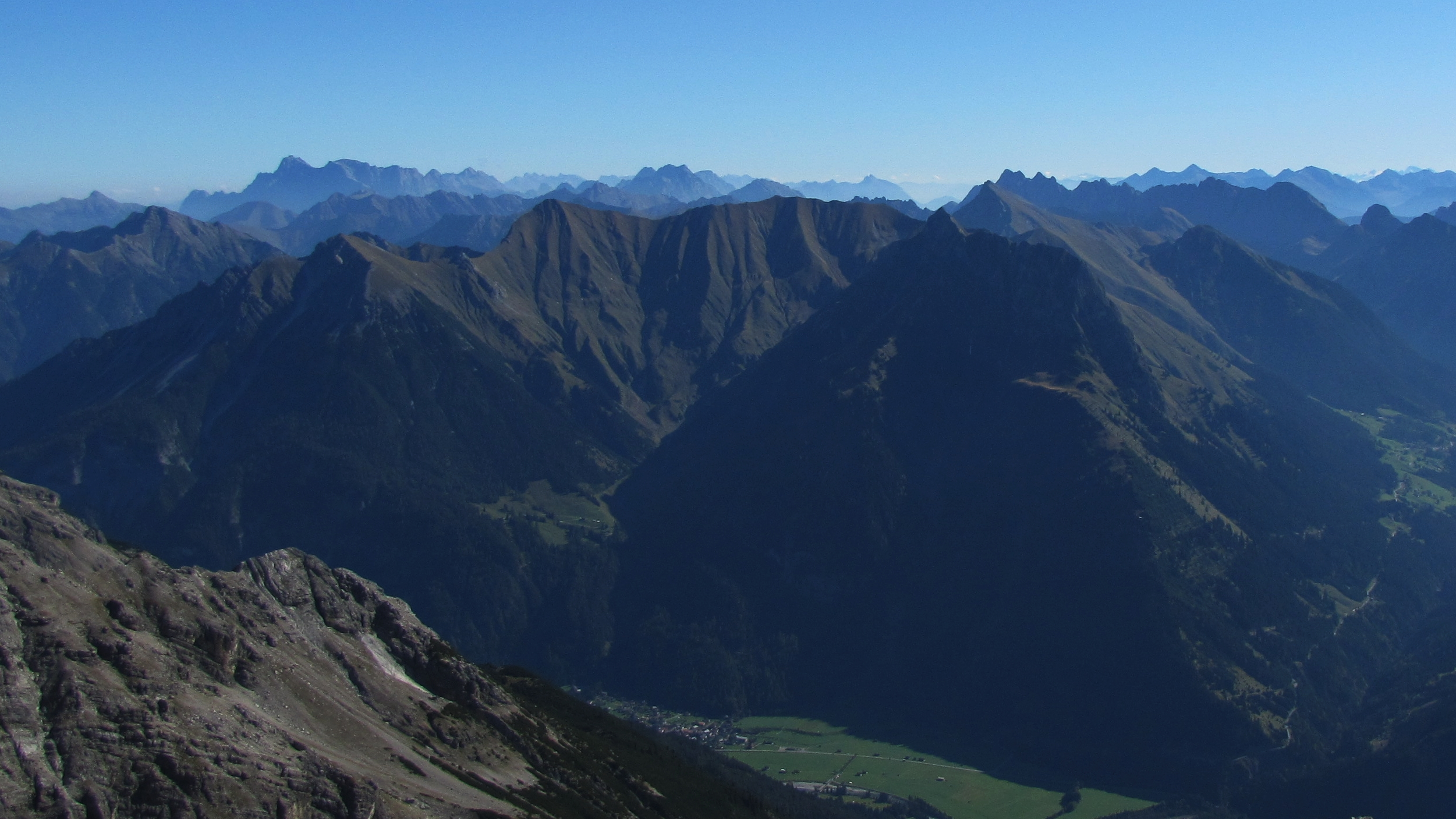

47°20′44″N 10°35′29″E / 47.34556°N 10.59139°E
埃默克羅伊茨峰（德語：Elmer Kreuzspitze），是奧地利的山峰，位於該國西部，由蒂羅爾州負責管轄，屬於萊希塔爾阿爾卑斯山脈的一部分，距離中克羅伊茨峰1公里，海拔高度2,480米，每年平均降雨量1,698毫米。